# Courtney George
Courtney George (* 24. Juni 1986 in Duluth, Minnesota) ist eine US-amerikanische Curlerin.
George war Mitglied des US-amerikanischen Curling-Olympiateams bei den Olympischen Winterspielen 2006 in Turin. Sie spielte auf der Position des Third neben ihren Teamkolleginnen Skip Cassandra Johnson, Third Jamie Johnson, Second Jessica Schultz und Lead Maureen Brunt. Das Team belegte gemeinsam mit dem dänischen Team den 8. Platz.